# Robin Cocks

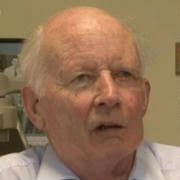
Robin Cocks, 2010

Leonard Robert Morrison „Robin“ Cocks, auch L. R. M. Cocks oder L. Robin M. Cocks zitiert, OBE, (* 17. Juni 1938; † 5. Februar 2023) war ein britischer Geologe und Paläontologe.

## Werdegang
Cocks war ab 1965 Wissenschaftler am Natural History Museum in London, wo er 1986 bis 1998 Keeper für Paläontologie war.
1997 bis 2001 war er Gastprofessor am Imperial College.
Cocks beschrieb Ende der 1960er Jahre die ersten Fossilfunde (Brachiopoden, Trilobiten) aus der Soom Shale in Südafrika, einer bedeutenden Fundstätte des Ordovizium. Später befasste er sich viel mit Paläogeographie und Rekonstruktion von Plattentektonik im Paläozoikum, wobei er mit Trond Helge Torsvik zusammenarbeitete.
1986 bis 1988 war er Präsident der Palaeontological Association, deren Lapworth Medal er 2010 erhielt und deren Ehrenmitglied er ist. 1998 bis 2000 war er Präsident der Geological Society of London und 1985 bis 1989 deren Sekretär. 2004 bis 2006 war er Präsident der Geologists Association.

## Schriften
- Herausgeber: The evolving earth, Cambridge University Press 1981
- Herausgeber mit Richard Selley, Ian Plimer Encyclopedia of Geology, 5 Bände, Elsevier, 2005
- Herausgeber mit C. Howard C. Brunton, Sarah Long Brachiopods past and present, Taylor and Francis 2001